# Stagnacja (hydrobiologia)
Stagnacja – w hydrologii termin odnoszący się do stratyfikacji wód jeziornych, najczęściej odnosi się do stagnacji letniej. W jeziorach tworzą się warstwy wody, różniące się temperaturą, uniemożliwiając mieszanie się wód.